# Excesión
Excession es una novela de ciencia ficción del escritor escocés Iain M. Banks. Es la quinta de la serie Cultura, una serie de diez novelas de ciencia ficción que presentan una sociedad interestelar ficticia utópica llamada La Cultura. Se trata de la respuesta de la Cultura y otras sociedades interestelares a un artefacto alienígena sin precedentes, la Excesión del título.
El libro trata principalmente sobre la respuesta de las Mentes de la Cultura (IA benévolas con enormes capacidades intelectuales y físicas y personalidades distintivas) a la Excesión misma y la forma en que otra sociedad, la Afronta, cuya brutalidad sistemática horroriza a la Cultura, intenta utilizar la Excesión para incrementar su poder. Como en otras novelas de Banks sobre Cultura, los temas principales son los dilemas morales que enfrentan una hiperpotencia y cómo los personajes biológicos encuentran formas de dar sentido a sus vidas en una sociedad post-escasez que está presidida por máquinas superinteligentes benignas.[cita requerida] El libro presenta una gran colección de nombres de barcos de la Cultura, algunos de los cuales dan pistas sutiles sobre el papel que juegan las Mentes de estos barcos en la historia. En términos de estilo, el libro también se destaca por la forma en que muchas conversaciones importantes entre mentes se asemejan a mensajes de correo electrónico con encabezados.

## Resumen de la trama
La Excesión del título es una esfera de cuerpo negro perfecta que aparece misteriosamente en el borde del espacio Cultura, aparentando ser más antigua que el Universo mismo y que resiste los intentos de la Cultura y sociedades tecnológicamente equivalentes (notablemente la Zetetic Elench ) de sondear eso. The Interesting Times Gang (ITG), un grupo informal de Mentes vagamente conectadas con Circunstancias Especiales, intenta manejar la respuesta de la Cultura a la Excesión. The Affront, una raza en rápida expansión que practica el sadismo sistemático hacia las especies en cuestión y sus propias hembras y machos jóvenes, también intenta explotar la Excesión infiltrándose en una tienda de naftalina. La Cultura tiene buques de guerra y los utiliza para reclamar el control del misterioso objeto.
El Sleeper Service, un GSV excéntrico, recibe instrucciones del ITG de dirigirse a la ubicación de la Excesión. Como condición, el Sleeper Service exige que Genar-Hofoen, un miembro humano de Contact, asista para buscar una resolución con su ex amante que vive en soledad en el GSV. Habían tenido una intensa relación amorosa y, después de una serie de cambios de sexo, se habían embarazado mutuamente hasta que Genar-Hofoen le fue infiel y Dajeil atacó a Genar-Hofoen, matando al niño por nacer. Dajeil luego suspendió su embarazo y se retiró de la sociedad durante 40 años y el Servicio de Durmientes espera lograr una reconciliación entre ellos.
A medida que la flota de Affront robada se acerca a la Excesión, el Sleeper Service despliega una flota de 80.000 buques de guerra controlados a distancia, en un intento equivocado de neutralizar la amenaza. Resulta que los miembros de la ITG han manipulado a los Affront para que se apoderen del poder, quienes pensaron que era moralmente imperativo frenar la crueldad del Affront por cualquier medio, y tienen la intención de utilizar el robo de los buques de guerra Culture como una excusa para la guerra. La Excesión libera una ola de energía destructiva hacia el Sleeper Service. Desesperado, el Sleeper Service transmite una copia completa de su personalidad, su "Mindstate", a la Excesión, que tiene el efecto de detener el ataque. La Excesión luego se desvanece tan misteriosamente como apareció y la breve guerra con el Afrontante se detiene.
Durante estos eventos, y después de hablar con Genar-Hofoen, Dajeil decide completar su embarazo y permanecer en el Sleeper Service, que pone rumbo a una galaxia satélite. Genar-Hofoen regresa al Afronto, después de haber sido recompensado al ser transformado físicamente en un miembro de la especie Afronto (cuya compañía encuentra más estimulante que la de la gente de la Cultura).
El epílogo del libro revela que la Excesión es una entidad sensible que actuaba como puente para una procesión de seres que viajan entre universos. También evalúa si las especies y sociedades que encuentra son adecuadas para iluminarse sobre alguna existencia desconocida más allá del universo; como resultado de los eventos en la historia, la Excesión concluye que las civilizaciones que ha encontrado en este universo aún no están listas. También toma el nombre que le dio la Cultura -La Excesión- como propio en una referencia indirecta a la mencionada especie de Affront, que había sido nombrada por otra especie en un intento de etiquetarla como una causa perdida de hiper-sádico. monstruos.

## Problema de contexto externo
Esta novela trata sobre cómo la Cultura trata con un Problema del Contexto Externo (OCP), el tipo de problema que "la mayoría de las civilizaciones se encontrarían solo una vez, y que tendían a encontrar de la misma manera que una oración encontró un punto".
Este es un problema que está "fuera del contexto", ya que generalmente no se considera hasta que ocurre, y la capacidad de concebir o considerar el PCO en primer lugar puede no ser posible o muy limitada (es decir, la mayoría de las Es posible que la población del grupo no tenga el conocimiento o la capacidad para darse cuenta de que el OCP puede surgir, o asumir que es extremadamente improbable). Un ejemplo de OCP es un evento en el que una civilización no considera la posibilidad de que exista una sociedad mucho más avanzada tecnológicamente y luego se encuentra con una. El término es acuñado por Banks para el propósito de esta novela y se describe a continuación:

El ejemplo habitual que se daba para ilustrar un problema de contexto externo era imaginar que eras una tribu en una isla grande y fértil; habías domesticado la tierra, inventado la rueda o la escritura o lo que fuera, los vecinos eran cooperativos o estaban esclavizados, pero en cualquier caso eran pacíficos, y estabas ocupado levantando templos para ti mismo con todo el exceso de capacidad productiva que tenías, estabas en una posición de poder y control casi absolutos que tus sagrados antepasados difícilmente podrían haber soñado y toda la situación funcionaba bien como una canoa en la hierba mojada. ... cuando, de repente, este bulto de hierro erizado aparece sin sábanas y arrastrando vapor en la bahía y estos tipos que llevan largos palos de aspecto gracioso llegan a la orilla y anuncian que acabáis de ser descubiertos, que ahora sois todos súbditos del Emperador, que está deseoso de recibir regalos llamados impuestos y que estos santones de ojos brillantes quieren hablar con vuestros sacerdotes.

Banks ha notado que pasó mucho tiempo jugando al juego de computadora Civilization (que parece referirse a la primera versión de la serie de juegos)[cita requerida] antes de escribir el libro y que fue una de las inspiraciones para el concepto de 'Contexto externo Problema central de la novela. En una entrevista, Banks compara específicamente esto con la llegada de un acorazado de Civilization mientras el jugador todavía está usando veleros de madera.

## Importancia literaria y crítica

### Opinión de Banks sobre la Cultura
El libro, más que cualquiera de las otras novelas de Cultura, se centra en las Mentes de la Cultura como protagonistas.
Cuando se le preguntó sobre su enfoque en las posibilidades de la tecnología en la ficción, Banks dijo sobre el libro:

No se puede escapar del hecho de que la humanidad es una especie tecnológica, homo tecnófilo o lo que sea el latín. La tecnología no es buena ni mala, depende del usuario. No podemos escapar de lo que somos, que es una especie tecnológica. No hay vuelta atrás.

También es significativo dentro del ciclo de la novela Cultura que el libro muestra una serie de Mentes que actúan de una manera decididamente no benevolente, calificando de alguna manera la incorruptibilidad divina y la benevolencia que se les atribuye en otras novelas de la Cultura. El propio Banks ha descrito las acciones de algunas de las Mentes de la novela como algo parecido a "reyes bárbaros presentados con la promesa de oro en las colinas".

### Reseñas
La mayoría de los críticos elogiaron las ideas y la ingeniosa redacción del libro, pero algunos se quejaron de su complejidad.[cita requerida] Kirkus Reviews describió el libro como "brillantemente inventivo y divertido - secciones enteras se leen como cadenas de chistes conocidos - pero un desastre: naves espaciales parloteando con nombres espléndidos aunque confusos [...] no compensan el ausencia de personajes reales" Algunos de los que lo elogiaron comentaron que la complejidad de Excession y el uso frecuente de chistes hacen que sea aconsejable para los nuevos lectores de las historias de Cultura de Banks comenzar con otros libros. En una retrospectiva de Excesión en Tor, escribe Peter Tieryas, "Literalmente se incluyen párrafos como detalles de fondo que podrían dar lugar a novelas asombrosas. Parte del placer de Excession es escuchar a las mentes hablar entre sí, esa lluvia de números en forma de matriz, texto, sintaxis esotérica e ingeniosas réplicas".
Gideon Kibblewhite revisó Excession para la revista Arcane, calificándola con un 10 de 10 en general. Kibblewhite comenta que "De enorme alcance, intrincado en detalles, oscilando del patetismo a la metafísica y del humor a la acción a la velocidad de la luz, Excession es otro logro asombroso de Lain Banks, un escritor de ciencia ficción verdaderamente sin igual en este momento".